# Gary Manuel
Gary Manuel (20 de fevereiro de 1950) é um ex-futebolista australiano que atuava como atacante.

## Carreira
Manuel competiu na Copa do Mundo FIFA de 1974, sediada na Alemanha, na qual a seleção de seu país terminou na décima quarta colocação dentre os 16 participantes.